# Liste der Bodendenkmäler in Zenting
Auf dieser Seite sind die Bodendenkmäler in der niederbayerischen Gemeinde Zenting zusammengestellt. Diese Tabelle ist eine Teilliste der Liste der Bodendenkmäler in Bayern. Grundlage ist die Bayerische Denkmalliste, die auf Basis des Bayerischen Denkmalschutzgesetzes vom 1. Oktober 1973 erstmals erstellt wurde und seither durch das Bayerische Landesamt für Denkmalpflege geführt wird. Die folgenden Angaben ersetzen nicht die rechtsverbindliche Auskunft der Denkmalschutzbehörde.

## Bodendenkmäler der Gemeinde

### Bodendenkmäler in der Gemarkung Ranfels
| Lage                                | Objekt | Akten-Nr.     | Bild                                                        |
| ----------------------------------- | --- | ------------- | ----------------------------------------------------------- |
| Ranfels Schlossbergweg 5 (Standort) | Untertägige Befunde im Bereich der mittelalterlichen Burg und des frühneuzeitlichen Schlosses Ranfels.                                                                           | D-2-7245-0005 | weitere Bilder                                              |
| Ranfels Schlossbergweg 6 (Standort) | Untertägige Befunde des Mittelalters und der frühen Neuzeit im Bereich der katholischen Pfarrkirche St. Pankraz (ehemalige Schlosskapelle) in Ranfels und ihrer Vorgängerbauten. | D-2-7245-0046 | Untertägige Befunde des Mittelalters und der frühen Neuzeit |
| Ranfels (Standort)                  | Untertägige Befunde des Mittelalters und der frühen Neuzeit im wüst gefallenen Bereich des Weilers Hörperting.                                                                   | D-2-7245-0074 |                                                             |

### Bodendenkmäler in der Gemarkung Zenting
| Lage                            | Objekt | Akten-Nr.     | Bild           |
| ------------------------------- | --- | ------------- | -------------- |
| Zenting Kirchenweg 1 (Standort) | Untertägige Befunde des Mittelalters und der frühen Neuzeit im Bereich der katholischen Pfarrkirche St. Jakobus in Zenting und ihrer Vorgängerbauten samt zugehörigem Friedhof. | D-2-7245-0044 | weitere Bilder |